# Vaccinium monteverdense
Vaccinium monteverdense är en ljungväxtart som beskrevs av Robert Lynch Wilbur och Luteyn. Vaccinium monteverdense ingår i Blåbärssläktet, och familjen ljungväxter. Inga underarter finns listade i Catalogue of Life.